# Galomaro
Galomaro est un secteur de la région de Bafatá en république de Guinée-Bissau.